# Rotundabaloghia
Rotundabaloghia es una familia de ácaros perteneciente al orden Mesostigmata.

## Especies
- Rotundabaloghia Hirschmann, 1975

- - Rotundabaloghia africaguttaseta Hirschmann, 1984
  - Rotundabaloghia africana Hirschmann, 1992
  - Rotundabaloghia altoensis Hirschmann, 1992
  - Rotundabaloghia amazonasae Hirschmann, 1992
  - Rotundabaloghia angulogynella Hirschmann, 1975
  - Rotundabaloghia angustigynella Hirschmann, 1975
  - Rotundabaloghia aokii Hiramatsu, 1979
  - Rotundabaloghia auriculata Hirschmann, in Hirschmann & Hiramatsu 1992
  - Rotundabaloghia australibaloghia Hiramatsu & Hirschmann, 1978
  - Rotundabaloghia australis Hirschmann, 1992
  - Rotundabaloghia baczaensis Hirschmann, 1992
  - Rotundabaloghia baloghi Hirschmann, 1975
  - Rotundabaloghia baloghioides Hirschmann, 1975
  - Rotundabaloghia baloghisimilis Hirschmann, 1975
  - Rotundabaloghia belemensis Hirschmann, 1992
  - Rotundabaloghia boliviensis Hirschmann, 1992
  - Rotundabaloghia bosqueensis Hirschmann, 1992
  - Rotundabaloghia bueaensis Hirschmann, 1992
  - Rotundabaloghia cajamarcae Hirschmann, 1992
  - Rotundabaloghia camerunis Hirschmann, 1984
  - Rotundabaloghia campanellae Hirschmann, 1992
  - Rotundabaloghia campanellasimilis Hirschmann, 1992
  - Rotundabaloghia chingazaensis Hirschmann, 1992
  - Rotundabaloghia chisacaensis Hirschmann, 1992
  - Rotundabaloghia congoensis Hirschmann, 1992
  - Rotundabaloghia coroicoensis Hirschmann, 1981
  - Rotundabaloghia cuyi Hiramatsu & Hirschmann, in Hirschmann & Hiramatsu 1992
  - Rotundabaloghia daelei Hirschmann, 1984
  - Rotundabaloghia diclavata Hirschmann, 1992
  - Rotundabaloghia dodomae Hirschmann, 1992
  - Rotundabaloghia duodecimsetae Hirschmann, 1992
  - Rotundabaloghia duodecimtricha Hirschmann, 1992
  - Rotundabaloghia duodecimventralis Hirschmann, 1992
  - Rotundabaloghia ecuadorensis Hirschmann, 1992
  - Rotundabaloghia endroedyi Hirschmann, 1992
  - Rotundabaloghia fincae Hirschmann, 1992
  - Rotundabaloghia flava Hirschmann, 1992
  - Rotundabaloghia foraminosa Hiramatsu, 1983
  - Rotundabaloghia forcipata Hirschmann, 1992
  - Rotundabaloghia garciai Hiramatsu & Hirschmann, in Hirschmann & Hiramatsu 1992
  - Rotundabaloghia ghanaensis Hirschmann, 1992
  - Rotundabaloghia guatemalae Hirschmann, 1992
  - Rotundabaloghia guerreroensis Hirschmann, 1992
  - Rotundabaloghia guttaseta (Hirschmann & Zirngiebl-Nicol, 1972)
  - Rotundabaloghia haradai Hiramatsu, 1983
  - Rotundabaloghia haradaisimilis Hiramatsu & Hirschmann, in Hirschmann & Hiramatsu 1992
  - Rotundabaloghia heterochaeta Hutu, 1978
  - Rotundabaloghia heterospinosa Hirschmann, 1975
  - Rotundabaloghia hexaspinosa Hirschmann, 1992
  - Rotundabaloghia hexaunguiseta Hirschmann, 1992
  - Rotundabaloghia hirschmanni Hiramatsu, 1977
  - Rotundabaloghia huallagae Hirschmann, 1992
  - Rotundabaloghia huilae Hirschmann, 1992
  - Rotundabaloghia humicola Hirschmann, 1992
  - Rotundabaloghia incisa Hirschmann, 1992
  - Rotundabaloghia incisasimilis Hirschmann, 1992
  - Rotundabaloghia iquitosensis Hirschmann, 1992
  - Rotundabaloghia iquitosensoides Hirschmann, 1992
  - Rotundabaloghia kaszabi Hirschmann, 1975
  - Rotundabaloghia kaszabisimilis Hirschmann, 1975
  - Rotundabaloghia kimbozae Hirschmann, 1992
  - Rotundabaloghia kintampoensis Hirschmann, 1992
  - Rotundabaloghia lamellosa Hirschmann, 1992
  - Rotundabaloghia latibaloghia Hirschmann, 1975
  - Rotundabaloghia latigynella Hirschmann, 1975
  - Rotundabaloghia leteciae Hirschmann, 1992
  - Rotundabaloghia leteciasimilis Hirschmann, 1992
  - Rotundabaloghia levigata Hiramatsu, 1983
  - Rotundabaloghia limae Hirschmann, 1992
  - Rotundabaloghia lindqvisti Hirschmann, 1992
  - Rotundabaloghia linguaeformis Hirschmann, 1992
  - Rotundabaloghia lupangae Hirschmann, 1992
  - Rotundabaloghia luzonensis Hiramatsu & Hirschmann, in Hirschmann & Hiramatsu 1992
  - Rotundabaloghia macroseta Hirschmann, 1975
  - Rotundabaloghia maculosa Hirschmann, 1992
  - Rotundabaloghia maculosoides Hirschmann, 1992
  - Rotundabaloghia magna Hirschmann, 1992
  - Rotundabaloghia magnafoveolata Hirschmann, 1992
  - Rotundabaloghia magnioperculi Hirschmann, 1992
  - Rotundabaloghia mahunkai Hirschmann, 1975
  - Rotundabaloghia makilingensis Hiramatsu & Hirschmann, in Hirschmann & Hiramatsu 1992
  - Rotundabaloghia makilingoides Hirschmann, in Hirschmann & Hiramatsu 1992
  - Rotundabaloghia manausensis Hirschmann, 1992
  - Rotundabaloghia maranonensis Hirschmann, 1992
  - Rotundabaloghia masoumbouensis Hirschmann, 1992
  - Rotundabaloghia meruensis Hirschmann, 1992
  - Rotundabaloghia monomacroseta Hirschmann, 1975
  - Rotundabaloghia monserratensis Hirschmann, 1992
  - Rotundabaloghia monterredondoensis Hirschmann, 1992
  - Rotundabaloghia moyobambae Hirschmann, 1992
  - Rotundabaloghia nguruensis Hirschmann, 1992
  - Rotundabaloghia octospinosa Hirschmann, 1992
  - Rotundabaloghia ovaligynella Hirschmann, 1992
  - Rotundabaloghia pajonalis Hirschmann, 1992
  - Rotundabaloghia perstructura Hirschmann, 1984
  - Rotundabaloghia peruensis Hirschmann, 1992
  - Rotundabaloghia picchuensis Hirschmann, 1992
  - Rotundabaloghia pilosa Hirschmann, 1975
  - Rotundabaloghia pituitosa Hirschmann, 1992
  - Rotundabaloghia pocsi Hirschmann, 1992
  - Rotundabaloghia polygonalis Hirschmann, in Hirschmann & Hiramatsu 1992
  - Rotundabaloghia portaligynella Hirschmann, 1975
  - Rotundabaloghia pucallpae Hirschmann, 1992
  - Rotundabaloghia pyrigynella Hirschmann, in Hirschmann & Hiramatsu 1992
  - Rotundabaloghia quitoensis Hirschmann, 1992
  - Rotundabaloghia rarosi Hiramatsu & Hirschmann, in Hirschmann & Hiramatsu 1992
  - Rotundabaloghia resinae Hirschmann, 1992
  - Rotundabaloghia reticulata Hiramatsu, 1983
  - Rotundabaloghia rotunda (Hirschmann, 1973)
  - Rotundabaloghia rwandae Hirschmann, 1984
  - Rotundabaloghia sexspinosa Hirschmann, 1992
  - Rotundabaloghia silvacola Hirschmann, 1992
  - Rotundabaloghia soliformis Hirschmann, 1992
  - Rotundabaloghia soliformoides Hirschmann, 1992
  - Rotundabaloghia sturmi Hirschmann, 1984
  - Rotundabaloghia taguae Hirschmann, 1992
  - Rotundabaloghia tanzaniae Hirschmann, 1992
  - Rotundabaloghia tenera Hiramatsu, 1983
  - Rotundabaloghia tetraclavata Hirschmann, 1992
  - Rotundabaloghia tetraunguiseta Hirschmann, 1992
  - Rotundabaloghia ucayali Hirschmann, 1992
  - Rotundabaloghia ukoguruensis Hirschmann, 1992
  - Rotundabaloghia uluguruensis Hirschmann, 1992
  - Rotundabaloghia uncinata (Hirschmann & Zirngiebl-Nicol, 1962)
  - Rotundabaloghia unguiseta (Hirschmann & Zirngiebl-Nicol, 1972)
  - Rotundabaloghia venezuelae Hirschmann, 1992
  - Rotundabaloghia vonalis Hirschmann, 1992
  - Rotundabaloghia woelkei Hirschmann, 1981
  - Rotundabaloghia zicsii Hirschmann, 1975